# Sega (usurpador)
Sega foi um dos usurpadores visigodos que, brevemente, firmou o seu reinado em 587 antes de ser colocado para fora pelo legítimo soberano, Recaredo I.
Logo após a conversão de Recaredo do arianismo ao catolicismo, uma conspiração liderada por Suna, o bispo ariano de Mérida, levantou-se para colocar o ariano Sega no trono e provavelmente, também matar o Masona, bispo católico de Mérida e o duque da província da Lusitânia, Cláudio. Em resposta, Recaredo envia Cláudio para acabar com a conspiração. Os conspiradores foram traídos por um dos seus, Viterico, e Sega foi capturado. De acordo com João de Biclaro, Sega teve as mãos cortadas (a penalidade para usurpadores) e foi banido para a Galiza.
A revolta teve o apoio de vários condes visigodos, todos os arianos provavelmente, mas não necessariamente, devido aos a seus princípios religiosos. Os conspiradores  de baixo nível foram privados de sua propriedade e funções, e enviados para o exílio, mas um dos chefes rebeldes, Vagrila, refugiou-se na basílica de Santa Eulália. 